# Герб Мадейри
Ге́рб Маде́йри — офіційний символ Мадейрівського автономного регіону, Португалія. Використовується як територіальний герб. У синьому щиті золотий стовп, по середині якого Христовий хрест. Щит увінчує золотий шолом, червоний всередині. У нашоломнику стоїть армілярна сфера на жезлі. Намет синій, підбитий золотом. Під щитом девіз португальською великими літерами: «das ilhas as mais belas e livres» (найгарніший і найвільніший з островів). Щит тримають морські котики.  Офіційно затверджений 24 квітня 1991 року. Синій колір символізує Атлантичний океан, золотий — острів Мадейру. Хрест і армілярна сфера уособлють відкривачів-португальців Доби великих географічних відкриттів — Жуана Зарку і Тріштана Ваш Тейшейру. Морські котики — типові представники острівної фауни.